# Liste der Baudenkmäler in Wockerath
Die Liste der Baudenkmäler in Wockerath enthält die denkmalgeschützten Bauwerke auf dem Gebiet der Stadt Erkelenz im Kreis Heinsberg in Nordrhein-Westfalen (Stand: Oktober 2011). Diese Baudenkmäler sind in der Denkmalliste der Stadt Erkelenz eingetragen; Grundlage für die Aufnahme ist das Denkmalschutzgesetz Nordrhein-Westfalen (DSchG NRW).

| Bild             | Bezeichnung      | Lage                                   | Beschreibung | Bauzeit                            | Eingetragen seit | Denkmal- nummer |
| ---------------- | ---------------- | -------------------------------------- | --- | ---------------------------------- | ---------------- | --------------- |
| Kapelle von 1609 | Kapelle von 1609 | Wockerath Jacobstraße Karte            | 3-seitig geschlossene Backsteinkapelle, weiß geschlämmt, mit Dachreiter. | 1609                               | 20. Oktober 1982 | 40              |
| Wohnhaus         | Wohnhaus         | Wockerath Annastraße 3 Karte           | Backsteinhof, nur Frontgebäude erhalten, Wohnhaus zweigeschossig in acht Achsen, an der Fassade 1792 in Ankersplinten                                                                                    | 1792                               | 14. Mai 1985     | 298             |
| Wohnhaus         | Wohnhaus         | Wockerath Annastraße 5 Karte           | Backsteinhof, nur Frontgebäude erhalten, Wohnhaus zweigeschossig in acht Achsen, in der dritten Achse von links Toreinfahrt (Nr. 5 und 7), Tür mit altem Türblatt, an der Fassade 1792 in Ankersplinten. | 1792                               | 14. Mai 1985     | 299             |
| a) Wohnhaus      | a) Wohnhaus      | Wockerath Annastraße 7 Karte           | Backsteinhof, nur Frontgebäude erhalten, Wohnhaus zweigeschossig in acht Achsen, in der dritten Achse von links Toreinfahrt (Nr. 5 und 7), Tür mit altem Türblatt, an der Fassade 1792 in Ankersplinten  | 1792                               | 14. Mai 1985     | 299a            |
| Wohnhaus         | Wohnhaus         | Wockerath Jakobstraße 4 Karte          | Vierflügeliger Backsteinhof, rückwärtig wohl Fachwerk, Wohnhaus giebelständig, zweigeschossig in zwei Achsen, an der Fassade die Jahreszahl 1745 in Ankersplinten.                                       | 1745                               | 14. Mai 1985     | 300             |
| Wohnhäuser       | Wohnhäuser       | Wockerath Jakobstraße 10, 12, 14 Karte | Backsteinhof-Reihe, zwei Geschosse, Nr. 10 giebelständig in drei Achsen, Wirtschaftsteil, Nr. 12 drei Achsen, Nr. 14 vier Achsen                                                                         | Zweite Hälfte des 19. Jahrhunderts | 14. Mai 1985     | 302             |